# Nachitsjevanse Autonome Socialistische Sovjetrepubliek
De Nachitsjevanse Autonome Socialistische Sovjetrepubliek (Azerbeidzjaans: Нахчыван Мухтар Совет Сосјалист Республикасы, Russisch: Нахичеванская Автономная Советская Социалистическая Республика, modern Azerbeidzjaans: Naxçıvan Muxtar Sovet Sosialist Respublikası), kortweg de Nachitsjevanse ASSR, was een autonome republiek in de Sovjet-Unie die de Kaukasusregio Nachitsjevan omvatte. De hoofdstad was het gelijknamige Nachitsjevan. Nachitsjevan was een exclave van de Azerbeidzjaanse Socialistische Sovjetrepubliek. Het lag ingeklemd tussen de Armeense Socialistische Sovjetrepubliek, Perzië (het huidige Iran) en Turkije.
De Nachitsje ASSR ontstond nadat het Rode Leger in 1920 de Democratische Republiek Azerbeidzjan was binnengevallen en Nachitsjevan had bezet. Lenin liet een referendum onder de bevolking van Nachitsjevan houden om te beslissen bij welke Sovjetrepubliek de regio zou horen: Azerbeidzjan of Armenië. De officiële uitslag van het referendum was 90% voor aansluiting bij Azerbeidzjan als autonome republiek.
De ASSR Nachitsjevan werd gevestigd op 16 maart 1921. Het werd formeel onderdeel van de Azerbeidzjaanse Socialistische Sovjetrepubliek op 9 februari 1924. Op 18 april 1926 werd een grondwet aangenomen. De beslissing om Nachitsjevan onder Azerbeidzjan te laten vallen werd bevestigd door het Verdrag van Moskou (1921) en het Verdrag van Kars (1923), waarbij Turkije de autonome regio erkende als deel van Azerbeidzjan.
Tijdens de Sovjetperiode slonk het bevolkingsaandeel van Armeense afkomst, terwijl het aandeel Azerbeidzjanen steeds verder toenam. Het aantal Armenen zakte van 15.600 (15% van de bevolking) in 1926 naar ongeveer 3.000 (1,4%) in 1979. Door immigratie en een hoger geboortecijfer ging het aantal Azerbeidzjanen in dezelfde periode van 85.400 (85 percent) naar 230.000 (bijna 96%).
Uit protest tegen Zwarte Januari (19-20 januari 1990), waarbij de Sovjetautoriteiten met geweld een pro-onafhankelijkheidsdemonstratie in Bakoe neersloegen, verklaarde het Opperste Sovjet van de ASSR Nachitsjevan in 1990 het voornemen om zich onafhankelijk van de Sovjet-Unie te verklaren. Nachitsjevan was het eerste deel van de Sovjet-Unie dat zich onafhankelijk verklaarde. Op 19 november 1990 werd het de autonome republiek Nachitsjevan binnen de onafhankelijke republiek Azerbeidzjan.
In 2008 gaf de Centrale Bank van Azerbeidzjan een gouden en zilveren herdenkingsmunt uit ter gelegenheid van het 85e jubileum van de ASSR Nachitsjevan. Op de munten staat "1924-2009".